# Warren Ellis
Warren Girard Ellis (Essex, 16 de fevereiro de 1968) é um roteirista britânico, mais conhecido por seu trabalho em histórias em quadrinhos. É o criador de obras como The Authority, Planetary, Transmetropolitan e Global Frequency. Ellis também é o roteirista da série animada Castlevania.
Ellis é bem conhecido por sua sagacidade cruel e comentários socioculturais, tanto por meio de sua presença on-line quanto por meio de seus textos, que abordam temas transumanistas (principalmente nanotecnologia, criogenia, transferência mental e aprimoramento humano) e folclóricos, muitas vezes combinados entre si. Ele é um patrono da Humanists UK, uma instituição de caridade focada na promoção do humanismo e no avanço do secularismo.

## Carreira
Ellis começou a escrever na revista independente Deadline, em 1990. No então estúdio da Image Comics chefiado por Jim Lee, o WildStorm, roteirizou as revistas Gen¹³ e DV8, além de Stormwatch, que deu origem ao spin-off The Authority.
Ele começou sua série cyberpunk Transmetropolitan com o artista Darick Robertson para o selo Helix da DC Comics, em 1997. Posteriormente, a série continuou sob o selo Vertigo. O enredo acompanha Spider Jerusalem, um amargo jornalista gonzo em um Estados Unidos distópico. Transmetropolitan teve sessenta números publicados e foi um dos quadrinhos mais populares de não super-heróis da DC.
Planetary, outra série da WildStorm por Ellis e John Cassaday, foi lançada em 1999. A série tem como personagens centrais o trio formado por Elijah Snow, Jakita Wagner e Baterista, conhecidos como os Arqueólogos do Impossível, que são integrantes de uma organização secreta que investiga a história secreta da humanidade. No universo de Planetary, repleto de referências aos quadrinhos, cinema, TV e literatura, diversos personagens e conceitos da cultura pop coexistem. Planetary durou 27 números, além de crossovers com Batman, Liga da Justiça e Authority.
Ainda em 1999, Ellis assumiu os roteiros do título Hellblazer, sucedendo Paul Jenkins. Sua fase no personagem foi do número #134 à #143.
Ellis abandonou a revista após Paul Levitz, publisher da DC Comics, exigir que o autor modificasse Shoot, uma história que abordava os tiroteios em escolas norte-americanas. O enredo foi escrito por Ellis meses antes do massacre na escola de Columbine, mas a publicação seria em uma data posterior. Devido ao acontecimento, a editora resolveu censurar várias revistas e histórias. O escritor Brian Azzarello substituiu Ellis no título, e Shoot acabou sendo publicada em 2010.
Em 2002, Ellis iniciou um contrato de exclusividade com a DC Comics e começou o desenvolvimento de Global Frequency, uma minissérie em doze partes, lançada entre 2003 e 2004 pela Wildstorm. A partir de 2005 o autor continuou colaborando em projetos para diversas editoras, incluindo Fell (com  Ben Templesmith, para Image Comics); Desolation Jones (com os artistas J. H. Williams III e Danijel Zezelj, para a Wildstorm); e Blackgas (com arte de Max e Sebastian Fiumara, para a Avatar Comics).
O roteirista escreveu o arco Extremis, na revista do Homem de Ferro, entre 2005 e 2006 com o artista Adi Granov. Alguns elementos da história foram adaptados no filme Homem de Ferro 3.
Em 2006, a Marvel anunciou que Warren Ellis e o desenhista Salvador Larroca criariam um projeto baseado no Novo Universo, chamado de newuniversal. O projeto acabou de forma prematura, pois Ellis perdeu os arquivos em seu computador e o editor Tom Brevoort indicou que newuniversal não era uma prioridade para a editora. Com arte de Stuart Immonen, produziu Nextwave, uma série mensal estrelada por personagens secundários da Marvel, encerrada na edição doze. O roteirista assumiu o título mensal dos Thunderbolts em 2007, lidando com as consequências da saga Guerra Civil.
Ellis lançou o quadrinho experimental SVK em 2011, onde através de uma lanterna de luz ultravioleta, vendida junto à HQ, o leitor acompanhava os pensamentos dos personagens e outros detalhes da história.

## Controvérsias
Em junho de 2020, diversas mulheres acusaram Warren Ellis de assédio sexual, ao tentar usar seu status na indústria para seduzir jovens em início de carreira, elas fizeram um documento assinado por mais de 60 pessoas, onde falam sobre os padrões de abusos cometidos por Warren Ellis. Ellis, em resposta às alegações, escreveu que não considerara que outros o veriam como alguém "numa posição de poder e privilégio (...) nunca coagi, manipulei ou abusei de alguém conscientemente”. A DC Comics anunciou posteriormente que uma história de duas páginas escrita por Ellis não seria incluída em uma antologia futura, não se pronunciando, no entanto, sobre uma minissérie do Batman ainda em publicação escrita por ele.

### Marvel Comics
- Hellstorm - Prince of Lies
- Iron Man: Extremis
- Doom 2099
- Druid
- Excalibur
- Starjammers
- Storm
- Thor
- Pryde and Wisdom
- Carnage: Mindbomb  (1996)
- Ruins
- Wolverine
- Ultimate Fantastic Four (2004)
- Ultimate Nightmare (2004)
- Ultimate Secret (2004)
- Capitain America:Reborn (2009)
- Astonishing X-men (2008)
- ThunderBolts (2007)
- Avengers: Endless Wartime (2013)
- Moon Knight (2015)

### Wildstorm
- DV8
- Stormwatch
- The Authority
- Planetary com John Cassaday
- Global Frequency
- Mek com Steve Rolston
- Red
- Reload
- Tokyo Storm Warning
- Two-Step
- Desolation Jones
- Ocean

### DC ComicseVertigo
- Transmetropolitan
- Hellblazer
- Orbiter

### Image Comics
- City of Silence
- Ministry of Space
- Fell

### AiT/Planet Lar
- Available Light
- Come in Alone
- Switchblade Honey

### Avatar Press
- Bad World
- Dark Blue
- From the Desk of Warren Ellis
- Scars
- Strange Kiss
- Stranger Kisses
- Strange Killings
- Strange Killings: Body Orchard
- Strange Killings: Strong Medicine
- Strange Killings: Necromancer
- Angel Stomp Future
- Frank Ironwine
- Quit City
- Simon Spector

### Outros
- Lazarus Churchyard
- Calibrations
- Sugarvirus